# Being集團列表
Being集團列表是株式會社B ZONE（前稱Being）的子公司及相關公司列表。

## 音樂出版社
- 株式會社Be企畫室（日语：ビー企画室）
- 株式會社GIZA MUSIC（株式会社ギザミュージック）

## 軟體公司
大型唱片公司
- 株式會社B ZONE（株式会社B ZONE）（發行商：零售商：B ZONE）
  - B ZONE（主要規格編號是JB※Z-xxxx）不隸屬於各唱片公司的藝人。
  - B-Gram RECORDS（日语：B-Gram RECORDS）（主要規格編號是JB※J-xxxx）
  - ZAIN RECORDS（日语：ZAIN RECORDS）（主要規格編號是ZA※L-xxxx）
  - NORTHERN MUSIC（主要規格編號是VN※M-xxxx）法人於2011年由Being吸收。
  - pure:infinity（日语：pure:infinity）（規格編號是JB※P-xxxx）2009年成立的唱片公司，2014年因無藝人而消滅。
  - VERMILLION RECORDS（主要規格編號是BM※R-xxxx）
  - B-VISION（主要規格編號是ON※※-xxxx）製作影像軟體的唱片公司。法人由Being吸收。
  - White Cafe（主要規格編號是JB※W-xxxx）2015年成立的唱片公司。
  - Honey Bee Records（主要規格編號是HC※B-xxxx）2016年成立的唱片公司。
  - NiM RECORDS（主要規格編號是JB※N-xxxx）2019年成立的唱片公司。
  - 海峽唱片（海峡レコード）（主要規格編號是JB※K-xxxx）2019年成立的演歌專屬唱片公司。

委託販售的其他公司
- 株式會社GIZA（株式会社ギザ）（發行商：零售商：Being）
  - GIZA studio（主要規格編號是GZ※A-xxxx）
  - O-TOWN Jazz（主要規格編號是GZ※A-xxxx）舊名為GIZA JAZZ。爵士樂專屬唱片公司。
  - D-GO（主要規格編號是GZ※D-xxxx）
  - CRIMZON（主要規格編號是CCR-xxxx）作為視覺系專屬唱片公司成立。
- South to North Records（日语：レイズイン） - 長戶大幸的弟弟長戶秀介（日语：長戸秀介）所經營的Rey's in（日语：レイズイン）的唱片公司。

獨立唱片公司
- ZAZZY
- Magnifique
- TENT HOOUSE

## 經紀公司
- 株式會社VERMILLION
- 株式會社SENSUI（日语：SENSUI）
- 株式會社LOOP（日语：LOOP）
- 株式會社ZAIN ARTISTS
- 株式會社Ading（日语：Ading）
- 株式會社White Dream（日语：White Dream）
- 株式會社Signaled Yellow
- 株式會社Being（株式会社ビーイング）

## 宣傳
- 株式會社MRM（日语：エムアールエム）

## 音樂製作公司
- 株式會社ZAIN PRODUCTS
- 株式會社GIZA

## 錄音室運營
- 株式會社REDWAY
- 株式會社GREENWAY

## 設計・影像
- 株式會社GRANGE （页面存档备份，存于）- 製作唱片套或促銷品、管理官方網站（大阪）。
- 株式會社音都 - 與SUN電視台共同製作了在SUN電視播放的『いつありのブラ街（日语：いつありのブラ街）』。
- 株式會社SUSAN（大阪北堀江）

曾單獨製作電視節目『MU-GEN』，後繼節目『MUSIC FOCUS』是與C-Factory共同製作。

## 網路相關・線上播放
- YouTube being頻道
- niconico動畫 being頻道

## 事務・法務
- 株式會社Treasury
- 株式會社Zaimu

## 其他
- 株式會社JCU（株式会社JCU）- 運送、音樂會的LED照明。
- 株式會社MRM（日语：エムアールエム）
- （損害保險（日语：損害保険）代理店）
- （不動產貸款擔保）
- 株式會社Being Inc. FAT div.
- 株式會社Creedence
- 九十九拉麵店（九十九ラーメン店）
- MARBELLA（美容沙龍）
- （餐飲業・商廈租賃管理）

## 腳註

### 出典
1. ↑  . ROOMS RECORDS. 1998-09-20. 『B'z The Best "Treasure"』初回特典